# Nick Fichtinger
Nick Fichtinger (6 aprile 2004) è un calciatore olandese, centrocampista del PEC Zwolle.

## Caratteristiche tecniche
È un centrocampista centrale di interdizione, che agisce sulla mediana.

## Carriera
Cresciuto nel settore giovanile del Saestum, viene prelevato ancora quindicenne dal PEC Zwolle che lo fa esordire in Eredivisie nel 2023, in occasione dell'incontro di campionato perso per 3-1 contro il Twente in cui subentra a Thomas Lam.

## Statistiche
Statistiche aggiornate al 13 dicembre 2024.

### Presenze e reti nei club
| Stagione          | Squadra           | Campionato        | Campionato | Campionato | Coppe nazionali | Coppe nazionali | Coppe nazionali | Coppe continentali | Coppe continentali | Coppe continentali | Altre coppe | Altre coppe | Altre coppe | Totale | Totale |
| Stagione          | Squadra           | Comp              | Pres       | Reti       | Comp            | Pres            | Reti            | Comp               | Pres               | Reti               | Comp        | Pres        | Reti        | Pres   | Reti   |
| ----------------- | ----------------- | ----------------- | ---------- | ---------- | --------------- | --------------- | --------------- | ------------------ | ------------------ | ------------------ | ----------- | ----------- | ----------- | ------ | ------ |
| 2023-2024         | PEC Zwolle        | ED                | 6          | 0          | CO              | 0               | 0               | -                  | -                  | -                  | -           | -           | -           | 6      | 0      |
| 2024-2025         | PEC Zwolle        | ED                | 12         | 0          | CO              | 1               | 0               | -                  | -                  | -                  | -           | -           | -           | 13     | 0      |
| Totale PEC Zwolle | Totale PEC Zwolle | Totale PEC Zwolle | 18         | 0          |                 | 1               | 0               |                    | -                  | -                  |             | -           | -           | 19     | 0      |
| Totale carriera   | Totale carriera   | Totale carriera   | 18         | 0          |                 | 1               | 0               |                    | -                  | -                  |             | -           | -           | 19     | 0      |